# Fondo de inversión
Un fondo de inversión, fondo de inversión colectiva o fondo mutuo es una institución de inversión colectiva (IIC), que consiste en reunir aportes monetarios de distintos inversores, naturales o jurídicos, para invertirlos en diferentes instrumentos financieros, su responsabilidad se delega a una sociedad administradora que puede ser un banco o empresa de servicios de inversión.
Los fondos de inversión son una alternativa de inversión diversificada, ya que invierten en numerosos instrumentos, lo que reduce el riesgo, en función del fondo de inversión que se elija. Además, existen otros factores que afectan a sus rentabilidades, como pueden ser las diferencias entre los marcos legales de los inversores y los destinos donde se invierte.
Un fondo de inversión es un patrimonio constituido por la aportación de diversas personas, denominadas partícipes del fondo, administrado por una Sociedad gestora (Broker de inversores o agentes de bolsa) responsable de su gestión y administración, y por una Entidad Depositaria que custodia los títulos y efectivo y ejerce funciones de garantía y vigilancia ante las inversiones.
Al invertir en un fondo se obtiene un número de participaciones, las cuales diariamente tienen un precio o valor liquidativo, obtenido por la división entre el patrimonio valorado y el número de participaciones en circulación.
El rendimiento del fondo se hace efectivo en el momento de venta de las participaciones, (capitalización) la cual puede llevarse a cabo siempre que se desee, menos en aquellos fondos en los que la liquidez está limitada a unas fechas y/o periodos.

## Modo de operación
El fondo es un patrimonio indiviso conformado por los aportes de varios inversores (aunque contablemente se lo considera una sola cuenta) pueden ser de distinta naturaleza (individuales, grupales, o institucionales; privados o estatales) que tienen los mismos objetivos de rentabilidad y riesgo respecto de las inversiones que realizan, delegando la administración del mismo a un equipo de profesionales.
Existen diferentes tipos de fondos de inversión o fondos mutuos según sea la cartera o porfolio de inversión elegida por la sociedad administradora. La sociedad administradora define el valor de una cuota o cuotaparte, dividiendo el patrimonio en partes iguales, la cual varía según sea la rentabilidad del fondo. En general no tienen vencimiento ni requieren renovación y el dinero invertido se puede rescatar fácilmente.
Los instrumentos donde se invierte son:
- Valores con Cotización (acciones, bonos, etc).
- Dinero (moneda local o extranjera).
- Inmuebles o Bienes Afectados a una Explotación (letras hipotecarias).

Concretamente, los fondos de inversión brindan a los pequeños y medianos ahorradores la posibilidad de potenciar en conjunto sus ahorros y participar en el mercado de capitales, con el criterio y la profesionalidad con que actúan los grandes inversores.
Institucionalmente se constituye por la unión de Sociedad Gerente y Sociedad Depositaria.
Sociedad gerente encargada de:
- Establecer el Objeto de Inversión.
- Llevar la Contabilidad.
- Realizar Publicaciones Exigidas Legalmente.
- Controlar la Sociedad Depositaria.

Sociedad depositaria encargada de:
- Custodiar los valores y demás instrumentos representativos de las inversiones.

El dinero que aportan los clientes es recibido por la Sociedad Depositaria, destinándose posteriormente a la compra de los activos que son objeto del fondo de inversión.
Entre la Sociedad Gerente y la Depositaria deben controlar mutuamente el cumplimiento de las pautas del “Reglamento de Gestión”.

## Tipos de Rendimiento del Fondo de Inversión
Según su rendimiento se pueden dividir en dos clases diferentes de fondos:
- Relativa, el rendimiento que consigue en un periodo de tiempo determinado está referido a un índice o Benchmark. Estos son los fondos tradicionales, que apuestan por inversiones menos arriesgadas, teniendo menos comisiones y se especializan en un campo concreto.[10]
- Absoluta, el valor de la inversión no está referido a un Benchmark, el valor de este se mide por su valor monetario. Estos fondos son caros, no se tiene conocimiento en que va a invertir y utilizan todo tipo de técnicas de inversión, como posiciones cortas, uso de derivados, aumentando el riesgo de la inversión.[10]

### Rendimiento relativo
Son fondos en los que se conoce en qué van a invertir (acciones, bonos, materias primas, índices de bolsa), la zona geográfica donde se invertirá y si se centrarán en un sector específico del mercado (tecnológicas, farmacéuticas,..). Para fijar su valor tienen un Benchmark que puede estar referido a cierto índice bursátil. Según la gestión los dividimos en 2 grupos:
- Gestión activa
  - Fondos de inversión tradicionales gestionados por corredores de bolsa, que intentan mejorar el Benchmark invirtiendo según los criterios de sus corredores. El coste de estos suele ser un 2 % de lo invertido en cuanto a comisiones. Son productos en los que se puede tardar una jornada en obtener el valor líquido.[11]

- Gestión pasiva
  - Fondos indexados, estos replican un índice, comprando los valores de este con las ponderaciones otorgadas, emula el rendimiento de ese índice. Los costes de estos suelen ser 1 % de lo invertido. El riesgo asumido es menor que un fondo de inversión.[12]
  - Fondo cotizado en bolsa (FCB o ETF) o Fondo Cotizado, al igual que los Fondos Indexados estos emulan a un índice o Benchmark, pero también utilizan técnicas de inversión avanzadas, como la adquisición de futuros, opciones y derivados. El coste de estos ronda el 0.5 % de lo invertido, tienen una liquidez tan alta como las acciones y el riesgo asumido es menor que en un fondo de gestión activa.[13]

### Rendimiento absoluto
Estos fondos están gestionados por corredores, no se sabe exactamente en qué van a invertir (pueden invertir en cualquier cosa: divisas, materias primas, bonos, acciones, derivados...) y utilizan técnicas de inversión más especulativas. Existen los siguientes tipos de fondos:
- Fondos de gestión alternativa: estos fondos están dedicados a los particulares que buscan una alta rentabilidad y un alto riesgo

- Hedge fund o fondo de inversión libre: estos fondos no están dirigidos a particulares, son para instituciones (grandes patrimonios, otros fondos de inversión...). El riesgo de estos es muy alto ya que se pueden endeudar para hacer inversiones de alto riesgo (como las posiciones cortas), las comisiones son altas y se calcula el volumen de liquidación cada 3 o 6 meses. Estos fondos generan polémica por sus técnicas especulativas.[14]

### Comisión de gestión y rentabilidad neta
Uno de los aspectos debatidos en la elección de un fondo de inversión es la relación entre la comisión de gestión y la rentabilidad neta obtenida. La comisión de gestión representa el coste que cobra la entidad gestora por administrar el fondo, y se descuenta directamente del patrimonio del mismo. Por esta razón, suele considerarse que una comisión más baja es favorable para el partícipe. Sin embargo, esta comisión no debe analizarse de forma aislada. La rentabilidad neta, es decir, el rendimiento final obtenido por el inversor tras descontar todos los costes asociados, supone el indicador más relevante a la hora de evaluar la eficiencia de un fondo de inversión.

## Tipos de fondos de inversión
En función de su política de inversión, que se refiere a los criterios que determinan en qué se invierte, cuánto se invierte y en qué periodos, existen diferentes categorías de fondos de inversión. Cada uno de ellos responde a un criterio concreto de búsqueda de rentabilidad, estos son los principales:
- Renta variable: son fondos que no tienen una rentabilidad garantizada, pueden reportar mayores beneficios a cambio de un riesgo mayor.[17]
- Renta fija: responden a inversiones más conservadoras como la deuda pública o deuda corporativa. Si bien es cierto que este tipo de activos sufren una menor volatilidad, no están exentos de riesgo y la rentabilidad no está garantizada.[18]
- Mixtos: combinan en un mismo fondo de inversión inversiones mixtas entre renta fija y variable.[19]
- Retorno absoluto: en estos fondos no se sigue un índice de referencia concreto y están destinados a la preservación del valor del capital.[20]

## Fondos de inversión de renta estabilizada
Los fondos de renta estabilizados son aquellos que a diferencia de los fondos de renta variable tradicionales están intervenidos por un corredor de bolsa que mantiene la flotación de los recursos en el instrumento más rentable.
Este generalmente realiza las compras y ventas para mantener el rendimiento, utilizando un programa de predicción del comportamiento de mercado.
Los fondos de renta estabilizada son sumamente complejos de operar y en su mayoría son gestionados por computadoras que realizan las operaciones de predicción, compra y venta en milésimas de segundos.